# Wuzzlarna
Wuzzlarna (engelska: The Wuzzles) är en amerikansk tecknad tv-serie, ursprungligen visad i CBS 14 september–7 december 1985. Tillsammans med Bumbibjörnarna var Wuzzlarna den första animerade tv-serie som Walt Disney Television gjorde. Till skillnad från Bumbibjörnarna blev dock Wuzzlarna inte långvariga utan lades ned efter en säsong (13 avsnitt). I centrum för serien stod sex wuzzlar - fluffiga varelser som var och en är en unik blandning av två djur - som upplever äventyr i Wuzz-landet.

## Figurer
- Humlon (Bumblelion) - Korsning mellan en humla och ett lejon. Orange. Den naturlige ledaren för gruppen, stark, sportintresserad och intresserad av Bjäril.
- Bjäril (Butterbear) - Korsning mellan en björn och en fjäril. Gul. Den omtänksamma. Gillar att baka och odla blommor och tror alltid det bästa om alla. Den enda av wuzzlarna som kan flyga (trots att samtliga har vingar).
- Flonin (Hoppopotamus) - Korsning mellan en flodhäst och en kanin. Blå. Primadonna som drömmer om en karriär som skådespelare och sångerska. Hennes stora kroppsbyggnad orsakar många skämtsamma kommentarer från de övriga. Hon verkar vara kär i Humlon, men om kärleken är besvarad är oklart.
- Aping (Rhinokey) - Korsning mellan en apa och en noshörning. Rosa. Skämtar med allt och alla - inte minst Flonin.
- Eleru ('Eleroo) - Korsning mellan en Elefant och en känguru. Lila. Matglad, men lite nervös, wuzzel, som har plats för en mängd saker i sin pungficka.
- Sälg (Moosel) - Korsning mellan en säl och en älg. Blågrön. Troligen den yngste i gänget, och den mest positive av dem. Har dessutom en väldigt livlig fantasi.
- Krokosaur (Crock) - Korsning mellan krokodil och dinosaurie. Grön. Kallas för Krock. Wuzzlandets store skurk.
- Grusslan (Flizzard) - Korsning mellan groda och ödla. Rosa. Krocks högra hand.
- Flabb (Brat) - Krocks andre medhjälpare. Brun och lurvig. Mer korkad än någon annan, men i grunden rätt snäll. Pratar bara med morrande och oidentifierbara ljud.
- Tviger (Tycoon) - Korsning mellan tvättbjörn och tiger. Flyttade till Wuzz-landet i seriens 13:e och sista avsnitt och blev snabbt god vän med de andra. Är den rikaste av alla wuzzlar.

I bilderböckerna finns dessutom ytterligare sex centrala wuzzlare, som dock inte dyker upp i tv-serien.

## Avsnittsguide
Visades i CBS om lördagmornarna.
1. Bulls of a Feather (14 september 1985)
2. Hooray for Hollywuz (21 september 1985)
3. In the Money (28 september 1985)
4. Crock Around the Clock (5 oktober 1985)
5. Moosel's Monster (12 oktober 1985)
6. Klutz on the Clutch (19 oktober 1985)
7. Bumblelion and the Terrified Forest (26 oktober 1985)
8. Eleroo's Wishday (2 november 1985)
9. Ghostrustlers (9 november 1985)
10. A Pest of a Pet (16 november 1985)
11. The Main Course (23 november 1985)
12. Class Dismissed (30 november 1985)
13. What's Up, Stox? (7 december 1985)

## Wuzzlarna i Sverige
Tolv av seriens tretton avsnitt gavs ut på svensk VHS i slutet av 1980-talet - fyra kassetter med vardera tre avsnitt. Serien om wuzzlarna har visats i SVT

## Figurer
| Engelsk originalversion | Engelsk originalversion | Svenska dubbningen     | Svenska dubbningen                  | Animalia                                |
| Figur                   | Röst                    | Figur                  | Röst                                | Animalia                                |
| ----------------------- | ----------------------- | ---------------------- | ----------------------------------- | --------------------------------------- |
| Wuzzlarna               |                         |                        |                                     |                                         |
| Bumblelion              | Brian Cummings          | Humlon                 | Ulf Källvik                         | Hälften Humla och hälften Lejon         |
| Butterbear              | Kathleen Helppie        | Bjäril                 | Monica Forsberg                     | Hälften Björn och hälften Fjäril        |
| Eleroo                  | Henry Gibson            | Eleru                  | Ingemar Carlehed                    | Hälften Elefant och hälften Känguru     |
| Moosel                  | Bill Scott              | Sälg                   | Ulf Källvik                         | Hälften Älg och hälften Säl             |
| Hoppopotamus            | Jo Anne Worley          | Flonin                 | Cisela Björklund                    | Hälften Kanin och hälften Flodhäst      |
| Rhinokey                | Alan Oppenheimer        | Aping                  | Peter Wanngren                      | Hälften Apa och hälften Noshörning      |
| Skurkarna               |                         |                        |                                     |                                         |
| Brat                    | Bill Scott              | Flabb                  | Ingemar Carlehed                    | Hälften Drake och hälften Vårtsvin      |
| Crock                   | Alan Oppenheimer        | Krock                  | Jan Koldenius                       | Hälften Dinosaurie och hälften Krokodil |
| Frizard                 | Brian Cummings          | Grösslan               | Roger Storm                         | Hälften Ödla och hälften Groda          |
| Övriga figurer          |                         |                        |                                     |                                         |
| Tycoon                  | Gregg Berger            | Tviger                 | Roger Storm                         | Hälften Tiger och hälften Tvättbjörn    |
| Officer Eaglebeagle     | Bill Scott              | Poliskonstapel Örnhund | Roger Storm och Ulf-Peder Johansson | Hälften Hund och hälften Örn            |
| Transylvia              | ?                       | ?                      | Monica Forsberg                     | Hälften Apa och hälften Gam             |
| Peter Parrafox          | Alan Oppenheimer        | Peter Rävegoja         | Ulf-Peder Johansson                 | Hälften Räv och hälften Pappegoja       |
| Steven Sealberg         | Alan Oppenheimer        | Sjöhund                | Ulf-Peder Johansson                 | Half Känguru en half Sjöhund            |
| Berättare               | Stan Friberg            | Peter Wanngren         |                                     |                                         |

Övriga röster:
Ulf Källvik
Ingemar Carlehed
Monica Forsberg
Roger Storm
Anders Öjebo
Ulf-Peder Johansson
Cisela Björklund
Bertil Engh

## Serietidningarnas värld
Under åren 1986 till 1988 utgavs omkring tjugo serietidningsäventyr med Wuzzlarna. Inga av dessa har dock publicerats i Sverige.